# آرثر شيروود فليمنغ
آرثر شيروود فليمنغ (بالإنجليزية: Arthur Sherwood Flemming)‏ (ولد 12 يونيو 1905 - توفي 7 سبتمبر 1996) كان مسؤولا في الحكومة الأمريكية. شغل منصب وزير الصحة والتعليم والرعاية الاجتماعية في الولايات المتحدة من عام 1958 حتى عام 1961 تحت إدارة الرئيس دوايت أيزنهاور. كان فليمنغ قوة هامة في تشكيل سياسة الضمان الاجتماعي لأكثر من أربعة عقود. كما شغل منصب رئيس جامعة أوريغون، جامعة أوهايو وسلين، وكلية ماكاليستر. في عام 1966، انتخب لمدة أربع سنوات رئيسا للمجلس الوطني للكنائس، المنظمة المسيحية المسيحية الرائدة في الولايات المتحدة. ومن عام 1974 إلى عام 1981، كان رئيس لجنة الحقوق المدنية بالولايات المتحدة.

## التعليم
تعلم في جامعة أوهايو وسلين.

## روابط خارجية
- آرثر شيروود فليمنغ على موقع مونزينجر (الألمانية)
- آرثر شيروود فليمنغ على موقع إن إن دي بي (الإنجليزية)